# Rostromysis bacescuii
Rostromysis bacescuii är en kräftdjursart som beskrevs av Panampunnayil 1987. Rostromysis bacescuii ingår i släktet Rostromysis och familjen Mysidae. Inga underarter finns listade i Catalogue of Life.